# Rustyk Rzymianin
Rustyk Rzymianin (łac. Rusticus Romanus) lub Rustyk diakon (łac. Rusticus diaconus) – filozof i teolog żyjący w VI wieku; diakon Kościoła rzymskiego. Uważany za najbardziej wnikliwego chrześcijańskiego metafizyka starożytności oraz najwybitniejszego teologa łacińskiego swoich czasów.

## Życie
Nie są znane daty urodzenia i śmierci Rustyka. Był siostrzeńcem biskupa Rzymu Wigiliusza. Kształcił się w Rzymie, gdzie został wyświęcony na diakona. W latach 547–553 przebywał w Konstantynopolu jako członek delegacji rzymskiej przy dworze cesarskim. W roku 550 został obłożony karami kościelnymi i suspendowany. Związane to było ze sprzeciwem Rustyka wobec potępienia prac teologów antiocheńskich – Teodora z Mopsuestii, Teodoreta z Cyru i Ibasa z Edessy – w czasie sporu o tzw. trzy rozdziały. Po ponad dwóch latach kary nałożone na Rustyka zostały zdjęte.
W roku 553 najprawdopodobniej brał udział – jako obserwator lub ekspert teologiczny – w obradach II soboru konstantynopolitańskiego. Stanowczo sprzeciwiał się przygotowanym przed soborem projektom doktrynalnym. Po zakończeniu obrad publicznie zaprotestował przeciwko podjętym uchwałom oraz krytykował zatwierdzenie tych uchwał przez biskupa Rzymu Wigiliusza.
Pod koniec 553 roku cesarz Justynian skazał go na wygnanie do Egiptu. W opinii cesarza, głoszone przez Rustyka poglądy teologiczne zagrażały kompromisowi z przeciwnikami definicji chalcedońskiej, do którego doszło podczas soboru konstantynopolitańskiego. Zesłano go do Antinoe w Tebaidzie. Po kilku latach pozwolono mu osiedlić się w Aleksandrii. W roku 558 przeniesiono go do jednego z klasztorów po anatolijskiej stronie Bosforu, w pobliżu Konstantynopola. W czasie zesłania nie zmienił poglądów i napisał swoje główne dzieła, krytykujące decyzje soboru konstantynopolitańskiego.
Po śmierci Justyniana w 565 roku został uwolniony. Dokładna data roczna końca zesłania nie jest znana. Po powrocie do Rzymu, do końca życia pełnił urząd diakona. W kościelnej hierarchii nigdy nie awansował.

## Poglądy
Rustyk był krytykiem neoplatonizmu, swoją filozofię opierał na Metafizyce Arystotelesa. Podstawowym pojęciem filozofii Rustyka była substancja, tożsama z substancją pierwszą Arystotelesa (w rozumieniu odrębnego bytu). Substancje istnieją realnie jako byty substantywne. Byt taki złożony jest z subsystencji (cech indywidualnych) i natury subsystencji (fundamentu jego istnienia). Byt substantywny, którego natura subsystencji jest rozumna (subsistentia rationalis) tworzy osobę (persona).
W teologii Rustyk rozwijał chrystologię Leona I i szkoły antiocheńskiej. Znał dobrze język grecki, dzięki czemu orientował się w koncepcjach filozoficznych i teologicznych dominujących w jego czasach na wschodzie Cesarstwa Rzymskiego.
Był zwolennikiem dosłownie rozumianej teologii chalcedońskiej a przeciwnikiem uchwał II soboru konstantynopolitańskiego, w których dokonano korekty definicji chalcedońskiej. Ostro polemizował z tezami teologicznymi neochalcedończyków i cesarza Justyniana. Bronił pełnego człowieczeństwa osoby Jezusa Chrystusa. Był krytykiem teologii Cyryla z Aleksandrii i formuły teopasyjnej o jednym z Trójcy Świętej, który cierpiał w ciele.
Twierdził, że chrystologia konstantynopolitańska była kryptomonofizycka. W swoim Contra Acephalos argumentował, że według teologii neochalcedońskiej człowieczeństwo Jezusa nie jest pełne, gdyż unia hipostatyczna w jej rozumieniu modyfikuje charakter natury ludzkiej. Natomiast zdaniem Rustyka, życie Jezusa z Nazaretu było prawdziwie ludzkim losem, w którym każdy może odnaleźć sobie podobne człowieczeństwo, urzeczywistnione w sposób pełny i bez ograniczeń.

## Dzieła
Spośród prac Rustyka zachowały się w całości cztery dzieła:
- Sermo de definitionibus contra Nestorianos et Eutychianos (polemika teologiczna ze zwolennikami teologii Nestoriusza i Eutychesa, w obronie postanowień soboru chalcedońskiego)[1]
- Scholia, distinctiones et collationes in Acta Concilii Chalcedonensis (analiza filozoficzna i teologiczna definicji chalcedońskiej)[1]
- Contra Acephalos (traktat filozoficzny i teologiczny w czterech księgach, krytyczna analiza tez przeciwników definicji chalcedońskiej)[1]
- Łacińskie przekłady i omówienia akt soborów efeskiego i chalcedońskiego[8]